# Procellosaurinus tetradactylus
Procellosaurinus tetradactylus — вид ящірок родини гімнофтальмових (Gymnophthalmidae). Ендемік Бразилії.

## Поширення і екологія
Procellosaurinus tetradactylus відомі з типової місцевості, розташованої на північ від водосховища Собрадінью на річці Сан-Франсиску, на півночі штату Баїя. Вони живуть на піщаних дюнах, порослих сухими заростями каатинги.

## Збереження
МСОП класифікує цей вид як такий, що перебуває під загрозою зникнення. Procellosaurinus tetradactylus загрожує знищення природного середовища.